# تی‌آرتی آواز
شبکه تلویزیونی تی‌آرتی آواز (به ترکی: TRT Avaz) یکی از شبکه‌های تلویزیونی وابسته به سازمان رادیو و تلویزیون دولتی ترکیه است که در نوروز سال ۲۰۰۹ آغاز به کار کرد. مصادف با اول فروردین ۱۳۹۲
این شبکه با هدف ایجاد یک تلویزیون مشترک برای ترک‌زبانهای دنیا تأسیس شد اما چندی بعد زبانهای حوزه بالکان همانند بوسنیایی، مقدونی، آلبانیایی و غیره نیز به این شبکه اضافه گردید و هم‌اکنون بخشی از برنامه‌های آن به زبانهای بالکان است.
زبانهای اصلی این شبکه ترکی استانبولی ، ترکی آذربایجانی، قزاقی، قرقیزی، ازبکی و ترکمنی است و برنامه‌های فرهنگی، هنری، مستند و موسیقایی پخش می‌کند.

## نام شبکه
نام این کانال تلویزیونی نامی پارسی است. واژه آواز که به زبانهای ترکی اویغوری و ازبکی نیز راه‌یافته‌است به معنای ندا و صدا می‌باشد.